# Anisodes circummaculata
Anisodes circummaculata är en fjärilsart som beskrevs av Holloway 1976. Anisodes circummaculata ingår i släktet Anisodes och familjen mätare. Inga underarter finns listade i Catalogue of Life.